# Arhat

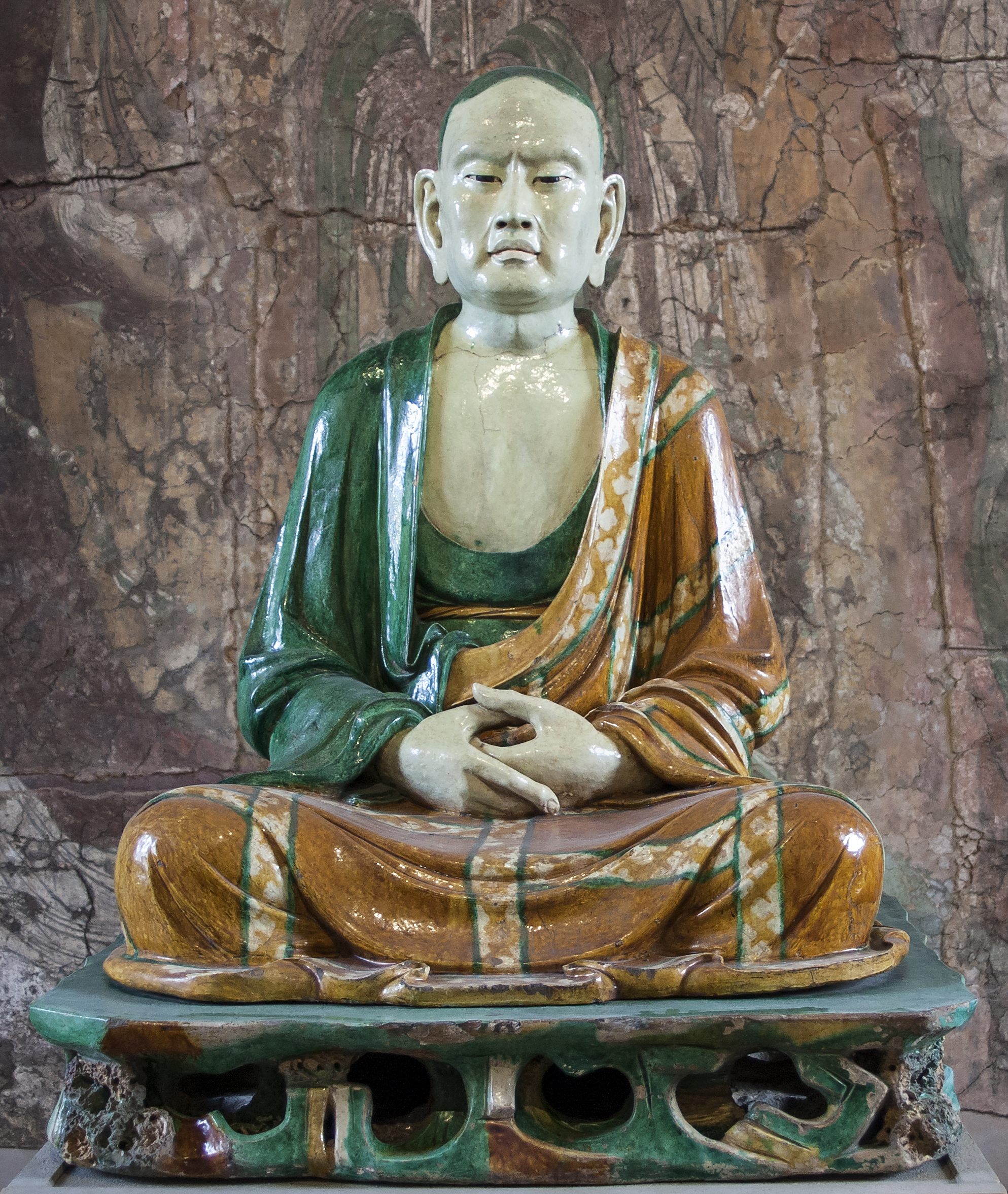
Luohan sentado de Yixian, alrededor del año 1000, uno de un famoso grupo de Luohans de cerámica vidriada de Yixian, Museo Británico

En el budismo, arhat o arahant (chino: 羅漢; pinyin: luóhàn) es alguien que ha ganado el entendimiento profundo sobre la verdadera naturaleza de la existencia, que ha alcanzado el nirvana y en consecuencia, no volverá a nacer de nuevo.
El budismo Theravāda considera el convertirse en arhat como la meta del progreso espiritual. 
El budismo Mahāyāna difiere de esta concepto, ya que considera  que existen engaños muy sutiles asociados al aferramiento propio y solo la compasión universal llevará al estado de la Iluminación Total. El Bodhisattva es alguien que genera el deseo virtuoso de alcanzar la iluminación para trabajar por el bien de otras personas una etapa antes de la Gran Iluminación. Esta divergencia de opinión es una de las diferencias fundamentales entre el Theravāda y el Mahāyāna.
Contrariamente a los conceptos del Mahayana, la doctrina del budismo Theravāda sostiene que los arahants también se preocupan por la iluminación de los demás y que surgen en el mundo para el bienestar de los otros seres. 
Bahujanahita Sutta: “Además, monjes, he aquí que está el discípulo de aquel Maestro, un Arahant, cuyas contaminaciones han sido destruidas (...) Enseña el Dhamma que es agradable en el principio, agradable en el medio y agradable al final, con el correcto significado y expresiones, y proclama la vida santa en su realización y completa pureza. Esta es, monjes, la segunda [clase de] persona que aparece en el mundo para el bienestar de mucha gente, para la felicidad de mucha gente, por la compasión por el mundo, por el bien, bienestar de los devas y los seres humanos”.

## Etimología
La palabra del sánscrito arhat (Pāḷi arahant) es el presente participio de la raíz verbal √arh que significa merecer.
Una etimología popular común deriva la palabra de ari (enemigo) y hanta de la raíz √han, golpear, matar; de ahí la traducción “destructor de enemigos”. El profesor Richard Gombrich ha discutido que el presente participio es “discordante” y parece fuera de lugar cuando hay un adjetivo de la misma raíz (arha). Debido a que los jainistas usaban dos formas prácritas de la palabra arahanta y arihanta, la etimología popular bien puede ser la etimología correcta. Gombrich sostiene que esto deriva de la misma metáfora que el título jainista jina, “conquistador”, que se origina de jaina, “relacionado con el emperador”, véase el jainismo.

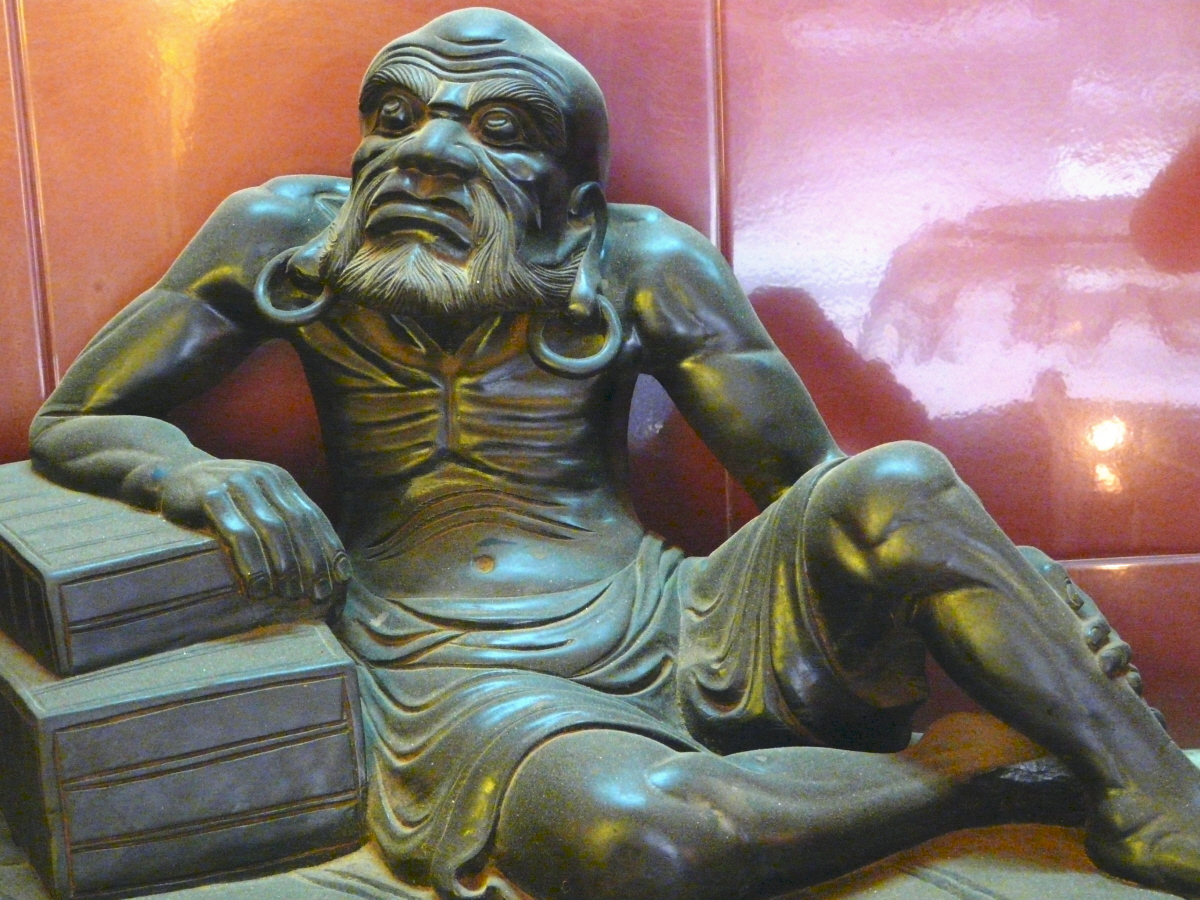
Escultura de madera que representa un arhat. Pagoda Quan Âm, Cholon (Ciudad Ho Chi Minh), Vietnam.

## Traducciones
El término arhat fue traducido fonéticamente a algunas lenguas de Asia Oriental como un término transliterado, ejemplificado en el chino āluóhàn (Ch. 阿羅漢), a menudo acortado a simplemente luóhàn (Ch. 羅漢). Esto suele aparecer en inglés como luohan o lohan. En japonés la pronunciación de los mismos caracteres chinos (Ja. 阿羅漢) es rakan o arakan. 

## Logros
En las primeras escuelas budistas existieron una variedad de puntos de vista sobre el logro de los arhats. Las escuelas Sarvāstivāda, Kāśyapīya, Mahāsāṃghika, Ekavyāvahārika, Lokottaravāda, Bahuśrutīya, Prajñaptivāda y Caitika consideraban a los arhats como imperfectos en sus logros comparados con los budas.
La escuela Mahīśāsaka y la tradición Theravada consideraban a los arahants y a los budas similares entre ellos. Budaghosa consideraba que los arahants habían completado el camino de la iluminación. Según Bhikkhu Bodhi, el Pāli Canon retrata a Buda declarando que él mismo es un arahant. Según Bhikkhu Bodhi, el nirvāṇa es la “meta final” y alguien que ha obtenido el nirvana ha obtenido el estado de arahant. Bhikkhu Bodhi escribe: “La marca que caracteriza a un arahant es el logro del nirvāṇa en esta vida”.
El Mayahana diferencia una jerarquía de logros, encontrándose los samyaksambudas en la cima, debajo los mahāsattvas, los pratyekabuddhas debajo, y los arhats aún más abajo. “¿Pero qué era lo que diferenciaba a una bodhisattva de un sravaka, y finalmente a un buda de un arhat? La diferencia yacía, más que en otra cosa, en la orientación altruista de la bodhisattva”. 
Según un texto antiguo, el Sambuddha Sutta, la liberación de Buda y de los arahants es idéntica. La diferencia es únicamente temporal: Buda vino primero, los arahants después.
Según la teoría Budista Theravada, a través de la práctica del Satipatthana (Vipassana) todavía se puede alcanzar el Sotāpanna y el Arahant dentro de los 5000 años después del páranirvana del Buda Shakyamuni, y la práctica del Satipatthana (Vipassana) es la única salida. 

## Los 18 arhats
Los Dieciocho arhats (o Luohan) (chino :十八羅漢; pinyin : Shíbā Luóhàn ; Wade–Giles : Shih-pa Lo-han) se representan en el budismo chino como los seguidores originales de Gautama Buddha que han seguido el noble camino óctuple y han alcanzado las cuatro etapas del nirvāna.